# 맬컴 맥다월
맬컴 맥다월(영어: Malcolm McDowell, 본명은 맬컴 존 테일러(영어: Malcolm John Taylor), 1943년 6월 13일 ~ )은 잉글랜드의 배우, 제작자이다. 《시계태엽 오렌지》(1971)로 1972년 제29회 골든 글로브상과 제6회 전미 비평가 협회상 남우주연상 후보에 동시에 올랐으며, 제37회 뉴욕 영화 비평가 협회상 남우주연상을 수상했다.

## 출연 작품

### 영화
- 만약 (1968)
- 시계태엽 오렌지 (1971)
- 오 럭키 맨! (1973)
- 여정의 끝 (1976)
- 세인트 루이스호의 대학살 (1976)
- 페세이지 (1979)
- 칼리굴라 (1979)
- 미래의 추적자 (1979)
- 캣 피플 (1982)
- 영국 병원 (1982)
- 블루 썬더 (1983)
- 크로스 크리크 (1983)
- 할리우드 차차차 (1988)
- 문 44 (1990)
- 폭력교실 1999 (1990)
- 플레이어 (1992)
- 보파 (1993)
- 밀크 머니 (1994)
- 스타 트랙 7 - 넥서스 트랙 (1994)
- 탱크걸 (1995)
- 북두의 권 (1995)
- 미스터 마구 (1997)
- 스탠리 큐브릭 - 영화 속의 인생 (2001) - 다큐멘터리
- 비지터 3 (2001)
- 아이 스파이 (2002)
- 더 컴퍼니 (2003)
- 히달고 (2004)
- 인 굿 컴퍼니 (2004) - 크레디트 미기재
- 피노키오 3000 (2004) - 목소리
- 미이라 비기닝 - 투탕카멘 무덤의 저주 (2006)
- 할로윈: 살인마의 탄생 (2007)
- 둠스데이: 지구 최후의 날 (2008)
- 볼트 (2008) - 목소리
- H2: 어느 살인마의 가족 이야기 (2009)
- 뱀파이어 로큰롤 (2009)
- 일라이 (2010)
- 이지 A (2010)
- 아티스트 (2011)
- 익시젼 (2012)
- 항생제 (2012)
- 뱀프스 (2012)
- 나 홀로 집에: 크리스마스 소동 (2012)
- 사일런트 힐: 레버레이션 (2012)
- 영국 남자처럼 사랑하는 법 (2014)
- 31 (2016)
- 데스 레이스 2050 (2017)
- 그로우 하우스 (2017)
- 다크시티: 뱀파이어의 습격 (2018)
- 밤쉘: 세상을 바꾼 폭탄선언 (2019)
- 크리스마스 연대기: 두 번째 이야기 (2020)
- 마녀들의 땅 (2021)
- 신부가 된 복서 (2022)

### 텔레비전
- 프레이저 (1994)
- 스페이스 몽키 (1996-97)
- 안투라지 (2005-11)
- 탐정 몽크 (2006)
- 로앤오더: 뉴욕 특수수사대 (2006)
- 히어로즈 (2006-07)
- CSI: 마이애미 (2010-12)
- 멘탈리스트 (2010-13)
- 사이크 (2011)
- 프랭클린 & 배쉬 (2011-14)
- 커뮤니티 (2013)
- 모차르트 인 더 정글 (2014-18)
- 시카고 메드 (2018)
- 가십걸 (2021-23)

### TV 애니메이션
- 출동! 지구특공대 (1993-95)
- 배트맨 (1995)
- 스파이더맨 (1996)
- 우주전함 타이거 (1996)
- 사우스 파크 (2000)
- 틴 타이탄 (2003-04)
- 저스티스 리그 언리미티드 (2005)
- 빌리와 맨디의 무시무시한 모험 (2005)
- 로봇 치킨 (2007)
- 피니와 퍼브 (2008-14)
- 쿵푸 팬더: 전설의 마스터 (2012)
- 엽기발랄 오렌지 (2012)
- 제이크와 네버랜드 해적들 (2015)
- 신기한 아파트 웨인 (2017)
- 위 베어 베어스: 곰 브라더스 (2017-18)
- 스타워즈 반란군 (2018)
- 틴 타이탄 GO! (2020)
- 스쿠비 두, 게스 후? (2020)
- 캐슬바니아 (2021)